# Marlon Teixeira
Marlon Teixeira (n. 16 de septiembre de 1991) es un modelo brasileño.

## Carrera
Marlon Teixeira comenzó su carrera en el modelaje en 2008, a la edad de 17 años, cuando su abuela lo presentó al propietario de Way Model Management y amigo cercano de la familia; desde entonces ha recorrido las pasarelas, modelando en diversos eventos de renombrados diseñadores como Armani y Dior, Dolce & Gabbana, Roberto Cavalli y Jean-Paul Gaultier. También ha sido portada de diversas revistas de moda como L'Officiel Hommes, Essential Homme, Fiasco, Made in Brazil, Client y Hércules; así como también en GQ, Vogue, V, Elle, W y Vanity Fair junto a Shakira.
Realizó una gran cantidad de campañas en 2 años, incluyendo las marcas más populares de la moda como Armani Jeans, Custo Barcelona, Dior Homme, Sergio K, Diesel Underwear, American Eagle, Iceberg, Armani Exchange, Ermanno Scervino, Emporio Armani, y Antony Morato. En 2009 se convirtió en la cara de Dior Homme.
En 2010 es anunciado como la imagen de Armani Exchange modelando desde entonces junto a la marca en años sucesivos.
En 2011, Teixeira se convirtió en la imagen de la nueva fragancia de Diesel, Diesel Fuel for Life, junto a la modelo holandesa Marloes Horst. Aparece en la revista Vogue España.
El modelo participó del videoclip Snow de Philip Kirkorov por el cual ganó un premio gracias a su actuación. 
En 2012, Marlon Teixeira pasó por la portada de muchas revistas, entre ellas Vogue Italia, Vogue Hommes International, L'officiel. Participó de campañas de la moda, Malwee, El palacio de hierro, Pull & Bear, Ellus, Iceberg entre ellas. Apareció en el programa brasilero TPM dando una entrevista exclusiva en la cual mencionaba que surfear es su pasión principal y siempre soñó con ser profesional, también que había sufrido de cáncer de mediastino cuando era joven.
El año 2013 comenzó bien para el modelo brasilero quien caminó como el único modelo exclusivo de Armani y Philipp Plein en la semana de la moda en Milán. Al poco tiempo se convirtió en la cara de la fragancia "Just Cavalli for her" junto a la hija del reconocido artista Mick Jagger, Georgia May Jagger. Marlon protagonizó dos campañas junto a Armani y Armani Exchange primavera 2013. Modelo para Scapa Sports, participó en editoriales para revistas como Umno y L'officiel Hommes International.
En mayo apareció en la portada de L'officiel Hommes China titulada "Río Blues" fotografiado por Lope Navo.
Entre sus próximos trabajos se encuentran una campaña con L'Oreal junto a Bárbara Palvin y otra campaña para Tommy Hilfiger de quien será la nueva imagen masculina para este otoño.

### Logros
Teixeira actualmente ocupa la posición n.º 12 en el listado del Top 50 International en Models.com. Fue nombrado el mejor modelo masculino en 2011 por las revistas Client, Made in Brazil y ¡Hola!.

### Pasarelas
- Armani
- Philipp Plein
- Christian Dior
- Frankie Morello
- Christian Dior
- Roberto Cavalli
- Dolce & Gabbana
- Ermanno Scervino

## Vida personal
Cuando era pequeño Marlon sufrió de cáncer de mediastino, enfermedad que lo retuvo por muchos años en el hospital. En una entrevista reveló que estuvo en contacto con la muerte desde pequeño viendo que sus amigos en el hospital muchas veces no lograban sobrevivir. Su padre murió cuando el modelo tenía un año y medio y mientras él estaba en el hospital su madre volvió a casarse con otro hombre con el que tuvo familia. Marlon explica que luego de salir del hospital y encontrarse con una nueva hermana y otro padre se sentía raro, más tarde protagonizó una campaña contra el cáncer. 
Su deseo era convertirse en surfista profesional pero debido a una lesión en la rodilla se incursionó en el mundo del modelaje convirtiéndose en el modelo brasilero más conocido internacionalmente.
Es de ascendencia portuguesa, 
indígena, japonesa y suiza.